# Hans Mayenfisch

Mayenfisch als Zürcher Tiguriner, 1902/03

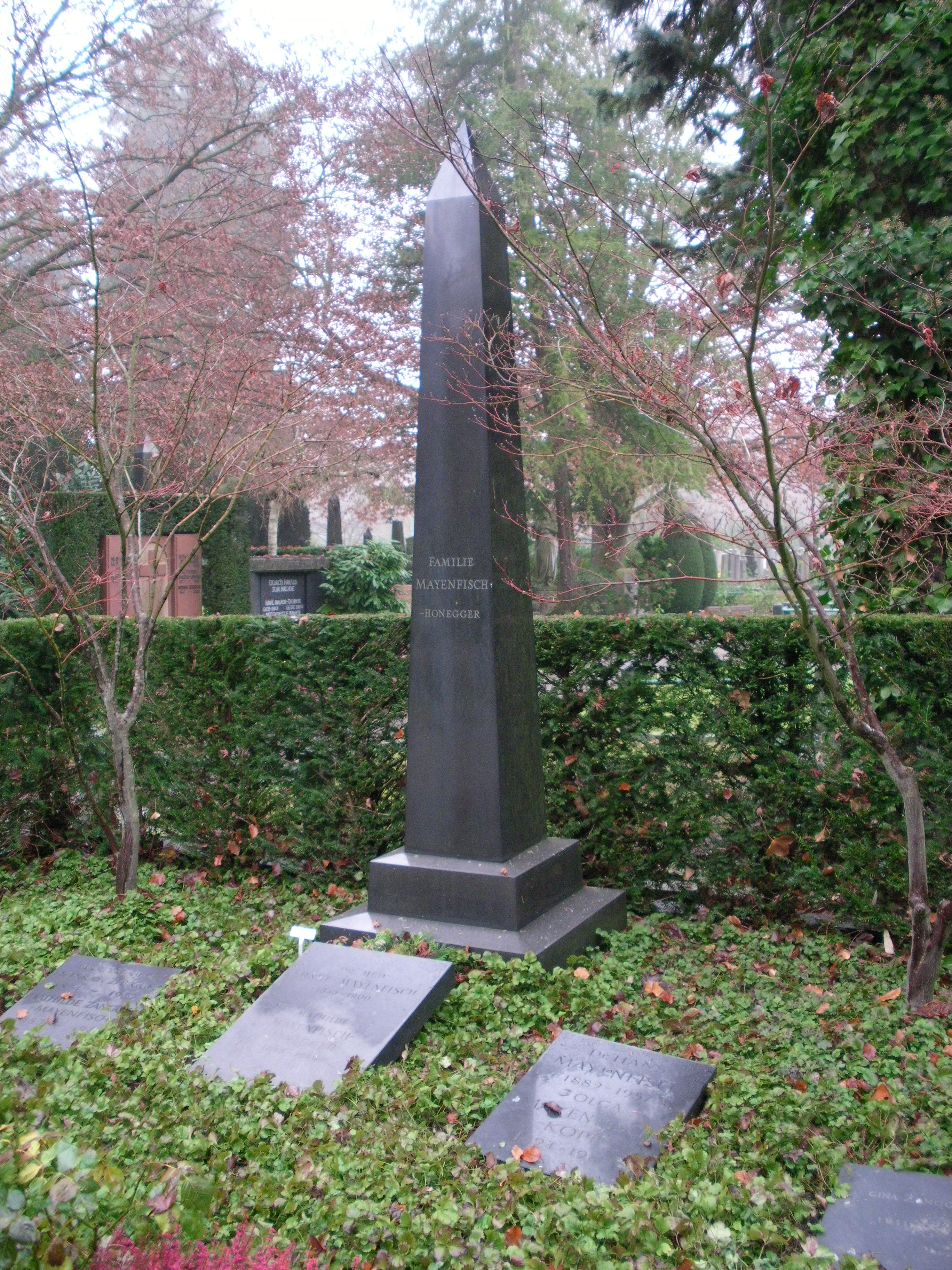
Grabstätte der Familie Mayenfisch auf dem Friedhof Sihlfeld

Hans Ernst Caspar Mayenfisch (* 14. April 1882 in Zürich; † 11. Januar 1957 ebenda) war ein Schweizer Bankier, Kunstsammler und Mäzen.

## Leben
Die Vorfahren von Mayenfisch stammten aus Kaiserstuhl, Kanton Aargau. Der wichtigste Vertreter im 18. Jahrhundert war der Marschall in französischen Diensten und Erbauer des Marschallhauses in Kaiserstuhl Johann Jakob Maienfisch (1726–1802). Mayenfisch war der Sohn des in Zürich praktizierenden Arzt und Schriftsteller Robert und seiner Frau Mathilde, geborene Honegger.
Mayenfisch besuchte das Gymnasium und wurde stark von dem Historiker und Verfasser einer Baugeschichte des Klosters Muri, Otto Marquardt beeinflusst. Nach bestandener Matura studierte Mayenfisch Rechtswissenschaften an den Universitäten in Zürich und Leipzig. In Zürich war er Mitglied des Corps Tigurinia. Nach der Promotion (1907) hielt er sich längere Zeit als Banker in London (Swiss Bank Corporation) und in New York (Redmond & Co.) auf. 1914 trat er als Teilhaber in das Bankhaus Julius Bär in Zürich ein. 1937 wurde er Verwaltungsrat der Maschinenfabrik Rüti AG.
Als Mayenfisch 65 Jahre alt wurde, zog er sich mehrheitlich aus dem Geschäftsleben zurück und widmete sich bis zu seinem Tod der Kunst, der Wissenschaft und der Literatur. Einen Namen machte sich Mayenfisch als Sammler und Förderer zeitgenössischer Schweizer Künstler. 1929 schenkte er 150 Werke aus seiner Sammlung dem Zürcher Kunsthaus. Dem Bestand des Kunsthauses an moderner Kunst hatte Mayenfisch schlussendlich 450 Werke beigesteuert.
Von 1932 bis 1953 war Mayenfisch im Vorstand der Zürcher Kunstgesellschaft und 1940 bis 1953 Präsident der Sammlungskommission. Eine Sonderausstellung zeigte 1952 seine Sammlung im Kunsthaus.
Mayenfisch  heiratete 1939 Olga, geborene Kopp und war u.a mit Othmar Schoeck, Oskar Reinhart, Paul Basilius Barth, Hermann Haller, Otto Charles Bänninger, Ernst Morgenthaler und Wilfried Buchmann (1878–1933) befreundet.
Hans Mayenfisch wurde 1953 «den unentwegten Förderer der Schweizer Kunst der Gegenwart, dem uneigennützigen Sammler im Dienste der zürcherischen Öffentlichkeit» zum Dr. h. c. der Universität Zürich ernannt.